# A Kamikaze Kaitó Jeanne epizódjainak listája
A Kamikaze Kaitó Jeanne epizódjai.

## Epizódok
01. Fantom tolvaj egy figyelmeztető kártyával
02. A cél a családi kapcsolat!
03. Egy körülvevő csapda! Az egész diáktestület az ellenség
04. Egy tolvaj állása is megment egy vállalatot?
05. Vészhelyzet a repülőtéren
06. A partner a bűntettben egy titokzatos idős hölgy?
07. Apja-lánya detektív csapat! Az utolsó fogadás
08. Lopva a szerelem dallama!
09. A szívtelen sakk-matt
10. A maszkos ember! Mi az igazi valója?
11. Ah, egy detektív igazi szíve
12. A tű erősebb a kardnál!
13. A szívek tolvaja, egy növény emlékezetvesztéssel
14. A menyasszonyi ruha a célpont
15. A szerelem sokkoló vallomása a vidámparkban
16. Egy első csók holdfénnyel megvilágítva
17. Azonnali bizalmasság! A szerelem háborgó megérkezése
18. A démon a barátságmedált támadja
19. Lepecsételve! Az apai szeretet bizonyítása
20. A nap, mikor a barátság és a remény megtört
21. Miyako, támadás a szeretet és barátság ellen
22. Zuhanás! Dupla tolvaj halál
23. Sakk-matt! A mágikus kék pillangó
24. Luxus cirkálómajom pánik
25. Szellemtörténet! Kísértett nyári iskola
26. Beépül! Karakuri nindzsa kastély
27. Egy könnyes búcsúangyal, Fin
28. A démon megérkezése! Új átváltozás
29. Teljesen gyönyörű! Egy titokzatos tanár felbukkanása
30. Védelmező, égető megújult lélekkel
31. A tolvaj tesz egy reklámot?!
32. Eltörölt Kaitou Jeanne!!
33. Sinbad, a hazug
34. A búcsú nyilatkozata! Soha nem hiszek újra bárkinek!
35. Jeanne felélesztett szerelmének ereje!
36. Egy tolvaj a rendőrség oldalán?!
37. A fiú egy démon szívével
38. Elhatározás?! A szomorúság sakk-mattja
39. Csak egy kívánság! Anyához és apához
40. Sötét átváltozás! Mist heves támadása
41. Egyesülés Finnel! Egy tragikus rémálom
42. Tolvaj, felülmúlt hely & idő!
43. Összeomlik a barátság?! Végső ütközet a bűvös jegen
44. „Isteni széllé válsz!”